# Gertruda Biernat

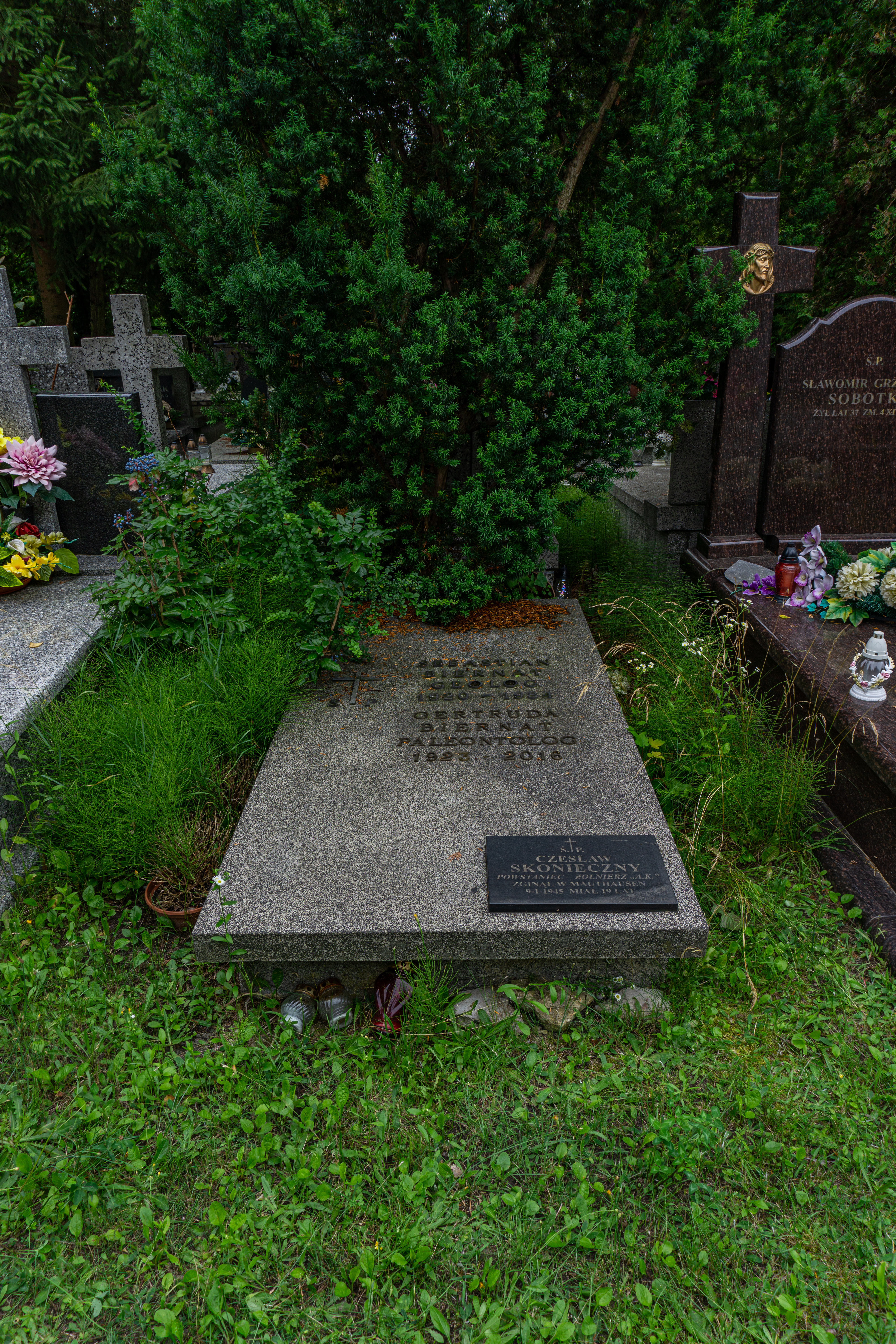
Grób Gertrudy Biernat na cmentarzu komunalnym Północnym w Warszawie

Gertruda Józefa Biernat (ur. 17 marca 1923 w Opolu Lubelskim, zm. 1 marca 2016 w Kałuszynie) – polska paleontolożka, badaczka ramienionogów paleozoicznych.

## Życiorys
Córka Jana i Nadziei. Dzieciństwo spędziła w Starogardzie Gdańskim, w 1939 zamieszkała w Warszawie. Podczas powstania warszawskiego była sanitariuszką. W 1950 ukończyła studia na Uniwersytecie Poznańskim i powróciła do Warszawy, gdzie podjęła pracę w Muzeum Ziemi PAN. W latach 1953–1998 pracowniczka naukowa Instytutu Paleobiologii im. Romana Kozłowskiego Polskiej Akademii Nauk, prof. dr hab.. 
Habilitowała się na Wydziale Geologicznym Uniwersytetu Warszawskiego na mocy uchwały z 29 listopada 1965 roku na podstawie pracy pt. Środkowodewońskie brachiopody Synkliny Bodzentyńskiej Gór Świętokrzyskich.
W 1975 na I Krajowej Konferencji Naukowej Paleontologów powołana na przewodniczącą Sekcji Paleontologicznej Polskiego Towarzystwa Geologicznego. Od 1979 była przewodniczącą Komisji Paleontologii Komitetu Nauk Geologicznych PAN.
W latach 1974, 1975, 1976 i 1979 uczestniczyła w wyprawach naukowych na Spitsbergen, skąd opisała ramienionogi permskie.
Pochowana na cmentarzu komunalnym Północnym w Warszawie.

## Aktywność naukowa
Zajmowała się ramienionogami, przede wszystkim dewońskimi, ponadto ordowickimi, w mniejszym stopniu sylurskimi, permskimi i kredowymi. Jest autorką nazw rodzajów ramienionogów Devonaria Biernat, 1966, Ditreta Biernat, 1972, Semitreta Biernat, 1972 i Paratreta Biernat, 1972 oraz ichnorodzaju Diorygma Biernat, 1961. We współautorstwie z innymi paleontologami opisała także rodzaje ramienionogów Quasithambonia Bednarczyk & Biernat, 1978, Pugnaria Biernat & Racki, 1986, Poloniproductus Biernat & Lazarev, 1988 oraz Lingularia Biernat & Emig, 1993.
Była współautorką części Treatise on Invertebrate Paleontology poświęconej ramienionogom. W 1985 była członkinią komitetu honorowego 1er Congrès International sur les Brachiopodes (Kongresu Ramienionogowego), który odbył się w Breście. Zajmowała się także historią muzealnictwa przyrodniczego.

## Upamiętnienie
Na jej cześć nazwano trzy rodzaje ramienionogów: Biernatium Havlíček, 1975 (Orthida, dewon); Biernatella Baliński, 1977 (Athyridida, dewon); Biernatia Holmer, 1989 (Acrotretida, ordowik). Została ponadto upamiętniona w nazwach gatunkowych ordowickiego ramienionoga Pomeraniotreta biernati Bednarczyk, 1986 oraz dewońskiego mikrokonchida Spinuliconchus biernatae Zatoń & Olempska, 2016.

## Wybrane publikacje
- Middle Devonian Orthoidea of the Holy Cross Mountains and their ontogeny (1959)[13]
- Middle Devonian brachiopods of the Bodzentyn syncline (Holy Cross Mountains, Poland) (1966)[15]
- Ordovician inarticulate brachiopods from Poland and Estonia (1973)[16]